# Euleimonios rosifrons
Euleimonios rosifrons är en insektsart som beskrevs av Fletcher och Condello 1994. Euleimonios rosifrons ingår i släktet Euleimonios och familjen dvärgstritar. Inga underarter finns listade i Catalogue of Life.